# Madfinger Games
Madfinger Games é uma editora e desenvolvedora tcheca de jogos eletrônicos sediada em Brno, República Checa. A Madfinger Games é conhecida por desenvolver principais jogos da série como Dead Trigger, Samurai, Shadowgun e muitos outros títulos mobile. O estúdio é composto por desenvolvedores experientes que trabalharam em jogos como Mafia: The City of Lost Heaven, Vietcong e Hidden & Dangerous 2.

## História
Antes da Madfinger Games ser formada, seus membros trabalhavam na 2K Czech enquanto também trabalhavam na Madfinger Games. A empresa em si foi fundada em 2010, e no ano seguinte eles começaram a lançar seus primeiros jogos, incluindo 15 Blocks Puzzle, o jogo de arcade BloodyXmas, e o primeiro jogo da série Samurai, Samurai: Way of the Warrior para plataformas móveis iOS.
Com o surgimento de seu estúdio em 2010, eles começaram a desenvolver e lançar as sequências de Samurai: Way of the Warrior: Samurai II: Vengeance e Samurai II: Dojo, que naquela época se tornaram os jogos mais populares entre usuários de iOS e Android. Em 2011, um novo jogo Shadowgun foi lançado, que se tornou um dos primeiro jogos de tiro em primeira pessoa para desenvolvedores, que também foi calorosamente recebido por usuários de iOS e Android, mais tarde o jogo foi lançado para Amazon Kindle, BlackBerry, GameStick e Ouya. Em dezembro do mesmo ano, um pequeno complemento de enredo Shadowgun The Leftover foi lançado para o jogo.
Um ano se passou desde a estreia de Shadowgun e os desenvolvedores decidiram continuar lançando jogos de tiro, mas agora com elementos de sobrevivência com temática de zumbis, foi assim que surgiu o primeiro jogo de zumbis Dead Trigger, lançado em 26 de junho de 2012, para iOS e Android, e um ano depois surgiu Dead Trigger 2, que expandiu todas as facetas da nova série. Ninguém se esqueceu de Shadowgun também, e no mesmo 2012, foi lançado o projeto multijogador Shadowgun Deadzone, que se tornou um spin-off do Shadowgun original, e além de iOS e Android, foi lançado uma versão para PC, Facebook e MacOS.
Em 2015, devido ao surgimento de trapaças nos principais servidores do jogo, as versões para PC e MacOS foram desabilitadas, restando apenas três plataformas. No final de dezembro de 2018, o acesso ao iOS foi encerrado, e em março de 2019 para Android, e foi então que os desenvolvedores anunciaram o encerramento do projeto a partir de 1º de abril de 2019, agradecendo e recompensando todos os jogadores com 200 mil de ouro (uma das moedas do jogo).
Em 22 de março de 2018, um novo projeto multijogador Shadowgun Legends foi lançado, anunciado em agosto de 2016, que é uma continuação do Shadowgun original e do spin-off Shadowgun Deadzone. Outro projeto do jogo Shadowgun War Games foi anunciado para 2019. Não há mais menção à série Dead Trigger após o lançamento de Dead Trigger 2.
Em 2023, a Madfinger Games apresentou uma prévia de seu envolvente jogo eletrônico de tiro tático em primeira pessoa Gray Zone Warfare, que foi lançado em seu estágio de acesso antecipado em 2024.

## Jogos publicados
- 15 Blocks Puzzle – 2009
- Samurai: Way of the Warrior – 2009
- BloodyXmas – 2009
- Samurai II: Vengeance – 2010
- Shadowgun – 2011
- Dead Trigger – 2012
- Shadowgun: Deadzone – 2012
- Dead Trigger 2 – 2013
- Monzo – 2014
- Unkilled – 2015
- Shadowgun Legends – 2018
- Shadowgun War Games – 2020
- Gray Zone Warfare – 2024